# Kumenan
Kumenan (久米南町?) è una cittadina giapponese della prefettura di Okayama.